# Torneio Pré-Olímpico de Voleibol Masculino de 2008 - América do Sul
O Torneio Pré-Olímpico de Voleibol masculino da América do Sul de 2008 ocorreu de 3 a 7 de janeiro de 2008 no Polideportivo Cincuentenario em Formosa, Argentina. Foi disputado por quatro equipes e a Seleção Venezuelana assegurou vaga  nos Jogos Olímpicos de 2008, pela primeira vez disputaria uma edição olímpica

## Equipes participantes
| Equipe    | Participações olímpicas           | Melhor participação |
| --------- | --------------------------------- | ------------------- |
| Argentina | 5 (1984, 1988, 1996, 2000 e 2004) | 1988 (3º)           |
| Chile     | nenhuma                           | -                   |
| Paraguai  | nenhuma                           | -                   |
| Uruguai   | nenhuma                           | -                   |
| Venezuela | nenhuma                           | -                   |

## Classificação
|     |           |     | Jogos | Jogos | Jogos | Resultados | Resultados | Resultados | Resultados | Resultados | Resultados | Sets | Sets | Sets   | Pontos | Pontos | Pontos |
| Pos | Equipe    | Pts | T     | V     | D     | 3–0        | 3–1        | 3–2        | 2–3        | 1–3        | 0–3        | V    | P    | R      | V      | P      | R      |
| --- | --------- | --- | ----- | ----- | ----- | ---------- | ---------- | ---------- | ---------- | ---------- | ---------- | ---- | ---- | ------ | ------ | ------ | ------ |
| 1   | Venezuela | 12  | 4     | 4     | 0     | 3          | 1          | 0          | 0          | 0          | 0          | 12   | 1    | 12,000 | 322    | 233    | 1.382  |
| 2   | Argentina | 9   | 4     | 3     | 1     | 3          | 0          | 0          | 0          | 1          | 0          | 10   | 3    | 3.333  | 309    | 244    | 1.266  |
| 3   | Paraguai  | 5   | 4     | 2     | 2     | 0          | 1          | 1          | 0          | 0          | 2          | 6    | 9    | 0.667  | 301    | 344    | 0.875  |
| 4   | Chile     | 4   | 4     | 1     | 3     | 1          | 0          | 0          | 1          | 0          | 2          | 5    | 9    | 0.556  | 288    | 273    | 1.055  |
| 5   | Uruguai   | 0   | 4     | 0     | 4     | 0          | 0          | 0          | 0          | 1          | 3          | 1    | 12   | 0.083  | 244    | 323    | 0.755  |

## Resultados
- Horários da Argentina (UTC-3)

| Data  | Hora  |              | Placar |           | Set 1 | Set 2 | Set 3 | Set 4 | Set 5 | Total  | Relatório |
| ----- | ----- | ------------ | ------ | --------- | ----- | ----- | ----- | ----- | ----- | ------ | --------- |
| 3 jan | 17:30 | 'Paraguai '  | 3–2    | Chile     | 25–27 | 25–14 | 18–25 | 26–24 | 15-10 | 109–90 | 109–110   |
| 3 jan | 20:15 | 'Argentina ' | 3–0    | Uruguai   | 25–16 | 25–16 | 25–16 |       |       | 75–48  | 75–48     |
| 4 jan | 17:30 | 'Chile '     | 3–0    | Uruguai   | 25–22 | 25–20 | 25–19 |       |       | 75–61  | 75–41     |
| 4 jan | 20:15 | 'Venezuela ' | 3–0    | Paraguai  | 25–9  | 25–19 | 25–13 |       |       | 75–41  | 75–41     |
| 5 jan | 17:30 | 'Venezuela ' | 3–0    | Chile     | 25–16 | 25–20 | 25–21 |       |       | 75–57  | 75–57     |
| 5 jan | 20:15 | 'Argentina ' | 3–0    | Paraguai  | 25–16 | 25–19 | 25–18 |       |       | 75–53  | 75–53     |
| 6 jan | 17:30 | 'Venezuela ' | 3–0    | Uruguai   | 25–17 | 25–16 | 25–18 |       |       | 75–51  | 75–51     |
| 6 jan | 20:30 | 'Argentina ' | 3–0    | Chile     | 25–14 | 25–14 | 25–18 |       |       | 75–46  | 75–46     |
| 7 jan | 17:00 | 'Paraguai '  | 3–1    | Uruguai   | 23–25 | 25–20 | 25–23 | 25–16 |       | 98–84  | 98–84     |
| 7 jan | 20:00 | 'Venezuela ' | 3–1    | Argentina | 22–25 | 25–23 | 25–20 | 25-16 |       | 97–68  | 97–84     |